# Urocystis anemones

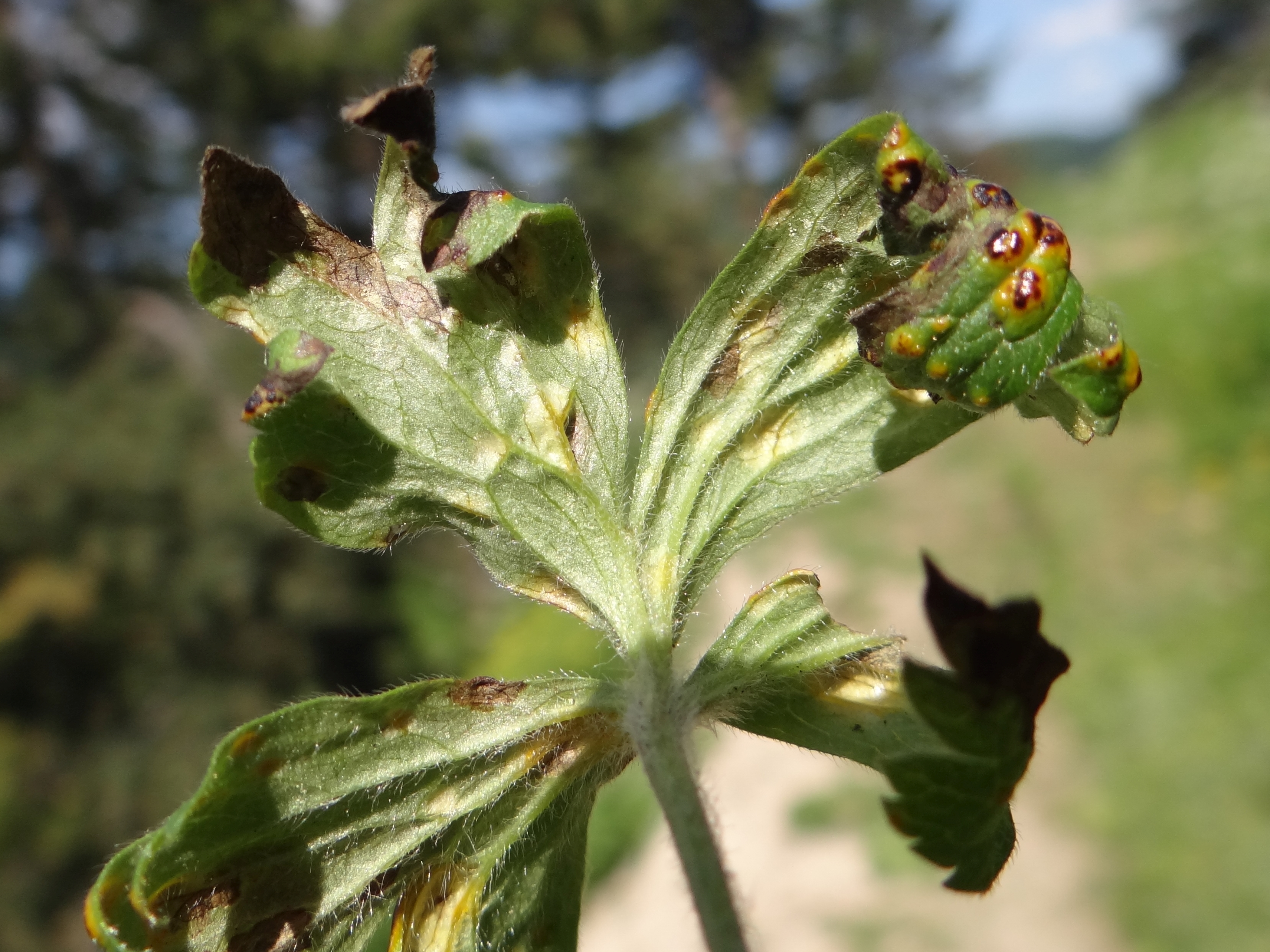
Dolna strona porażonego liścia zawilca gajowego

Urocystis anemones (Pers.) G. Winter – gatunek podstawczaków należący do rodziny Urocystidaceae. Grzyb mikroskopijny, pasożyt niektórych roślin z rodziny jaskrowatych (Ranunculaceae), zwłaszcza zawilca gajowego (Anemone nemorosa) i jaskra rozłogowego (Ranunculus repens).

## Systematyka
Pozycja w klasyfikacji według Index Fungorum: Urocystis, Urocystidaceae, Urocystidales, Incertae sedis, Ustilaginomycetes, Ustilaginomycotina, Basidiomycota, Fungi.
Po raz pierwszy zdiagnozował go w 1797 r. Christiaan Hendrik Persoon nadając mu nazwę Uredo anemones. Obecną, uznaną przez Index Fungorum nazwę nadał mu H.G. Winter w 1880 r.
Synonimy:

- Caeoma pompholygodes Schltdl. 1826
- Caeoma ranunculacearum Schltdl. 1824
- Polycystis anemones (Pers.) Lév. 1847
- Polycystis pompholygodes Lév. 1846
- Tuburcinia anemones (Pers.) Liro 1922
- Tuburcinia anemones (Pers.) Liro 1922 var. anemones
- Uredo anemones Pers. 1797
- Uredo pompholygodes Rabenh. 1844
- Urocystis anemones (Pers.) G. Winter 1880 f. anemones
- Urocystis anemones (Pers.) G. Winter 1880 var. anemones
- Urocystis pompholygodes Rabenh. 1864
- Urocystis pompholygodes Rabenh. ex A.A. Fisch. Waldh. 1867

## Morfologia
Na liściach, ogonkach liściowych i na łodygach porażonych roślin tworzy kupki zarodni w postaci nabrzmiałych pęcherzy, początkowo pomarańczowych, potem w miarę dojrzewania zarodników coraz ciemniejszych – pomarańczowobrązowych i czarnych. Znajdują się one pod skórką rośliny, na liściach na górnej powierzchni. Gdy zarodniki dojrzeją, pęcherze pękają i widoczna staje się czarna masa zarodników. Mają w przybliżeniu kulisty kształt i średnicę 16–37 (średnio 25,6) μm. Każdy z nich składa się z jednej ustilospory, rzadko z dwóch lub trzech, i płonnych komórek. Zazwyczaj na każdy zarodnik przypadają 2 płonne komórki. Mają barwę od żółtawej do brązowej i średnicę 6–16 (średnio 10) μm. Ściany największych z nich są nieco cieńsze od ściany ustilospory. Komórki te łatwo odrywają się od niej. Ustilospory mają kształt kulisty, nieco kanciasty, czasami wydłużony, gładką powierzchnię i średnicę 12–26 (średnio 16,1) μm.

## Występowanie
Urocystis anemones jest szeroko rozprzestrzeniony. Występuje w całej Europie (w tym w Anglii i Skandynawii), w Azji poprzez obszary Rosji sięga prawie po jej wschodnie krańce. Występuje także w Japonii, na Cyprze,  Kaukazie, w Turkmenistanie, Libii, Ameryce Północnej (Kanada i USA), Środkowej (Kolumbia), w Australii i Nowej Zelandii.
Żywicielami są gatunki należące do rodzajów jaskier, pełnik i zawilec (według klasyfikacji The Plant List pełnik i zawilec należą do rodzaju jaskier) i Traurvetteria. W Polsce szczególnie często występuje na zawilcu gajowym. Notowany jest także na zawilcu żółtym (Anemone ranunculoides) i zawilcu wielkokwiatowym (Anemone sylvestris).